# Paul Jorck-Jorckston
Paul Jorck-Jorckston (født 14. april 1912 i København, død 3. august 1997) var en dansk officer.
Han var søn af bankbestyrer Aage Jorck-Jorckston (1889-1956) og hustru Elna født Meyer (1890-1914) og blev student fra Rungsted Statsskole 1930. Han blev sekondløjtnant ved Jydske Dragonregiment 1934 og premierløjtnant samme år, berider 1936, kaptajnløjtnant ved Gardehusarregimentet 1941, ritmester 1943 og var på generalstabskursus 1941-43.                                          Jorck Jorckston var i perioden november 1943 til maj 1945 tilknyttet Den Danske Brigade i Sverige, hvor han var chef for et panserværnskompagni.   Jorck-Jorckston var tjenstgørende ved Generalstaben 1945-47, blev motorkyndig 1948 og var på kursus i USA 1950-51. Avanceret til oberstløjtnant i 1952 gennemførte han et kursus i Belgien og blev chef for Kampvognsskolen samme år, og han var derpå bataljonschef 1952-54 og chef for pansertroppernes befalingsmandsskoler 1954-58. Han blev oberst og chef for Gardehusarregimentet 1959, hvilket han var til 1974, da han fik sin afsked fra Hæren. Han var kammerherre.
Jorck-Jorckston var tillige medlem af bestyrelsen for Reinholdt W. Jorck A/S fra 1957 til 1995 og af Foreningen for National Kunst fra 1968. Han var Kommandør af Dannebrogordenen og bar Frederik den Niendes Mindemedalje samt talrige udenlandske ordener.
Han blev gift 20. maj 1939 med Tove Holst (1918-2003), datter af direktør E. Holst (død 1960) og hustru Else født Smith.